# Thierry Sabine
Thierry Sabine (Boulogne-Billancourt, 13 giugno 1949 – Rharous, 14 gennaio 1986) è stato un pilota automobilistico francese, fondatore del Rally Dakar.

## Biografia
La carriera sportiva di Sabine si è svolta soprattutto nel mondo delle corse automobilistiche dove ha gareggiato nelle competizioni di auto turismo sia in circuito che nei rally. Oltre ad aver partecipato ad alcune prove del Campionato del mondo rally, si registra anche la sua partecipazione a varie gare di durata del Campionato mondiale sportprototipi tra cui l'edizione del 1975 della 24 Ore di Le Mans dove si è piazzato al 17º posto assoluto su una Porsche.
Un'altra sua passione erano le corse nel deserto e, nel 1977, incorse nell'avventura di restare disperso in Libia durante una competizione tra Nizza e Abidjan.
Thierry Sabine iniziò la carriera di organizzatore nel 1975 creando la gara francese dell'Enduro del Touquet, che da evento locale è diventata un fenomeno internazionale. Dopo aver organizzato anche la Croisière Verte, maratona motociclistica dal nord al sud della Francia, unendo le sue passioni decise di organizzare una competizione aperta a vari tipi di veicoli e che si svolgesse per buona parte nel deserto: il 26 dicembre 1978 prese così il via da Parigi la prima edizione di quella che è diventata la celebre Parigi-Dakar.
(T. Sabine)
Nella creazione e nel successivo sviluppo della Parigi-Dakar, Sabine scelse di avvalersi dell'aiuto di pochi, ma fondamentali collaboratori: tra i più importanti vi fu Mano Dayak, uno dei principali leader del popolo Tuareg. Questi, in virtù della sua impareggiabile conoscenza del deserto, aveva la responsabilità d'individuare, ad ogni edizione, il percorso migliore per la gara. Sabine, poi, avrebbe provveduto a testarlo personalmente assieme a lui. Sabine ha continuato ogni anno a seguire e dirigere con dedizione la sua "creatura", fondando appositamente a questo scopo la T.S.O. (Thierry Sabine Organization), fino al giorno della sua morte, avvenuta proprio durante l'edizione del 1986 della corsa africana, quando il suo elicottero, colto da una tempesta di sabbia in prossimità dell'arrivo della tappa, si schiantò contro una duna. Nell'incidente aereo persero la vita, oltre a Sabine, anche il cantautore francese Daniel Balavoine e altre tre persone fra cui Xavier François Bagnoud, giovane pilota e ingegnere aerospaziale svizzero.
Nel deserto del Ténéré in Niger è stata eretta una stele in sua memoria.